# Rż (dwuznak)
Rż – archaiczny dwuznak używany w dawnej polszczyznie na terenie pogranicza północno-wschodniego Mazowsza i Podlasia do oznaczenia dźwięku rz. Zastosowanie można znaleźć w pracy doktorskiej Konrada Kazimierza Szamryka:
```
Powyższe wnioski zdają się też potwierdzać innego typu przykłady. W manuskrypcie Kluka bardzo często (55 razy) można spotkać zapis rż zamiast rz, np.: bierżcież 82, bierżmy 165, 169, 205, 256, burżliwe 91, gorżkim 89, gorżkości 67, iarżmo 58, 95, 137, 170, iarżma 137, 146, 191, 197, karżcie 340, Kazimierż 190, Pasterż 95, powierżchownych 31, powierżchowności 297, swierżbiące 50, twarż 255, wierżcie 61, 212, 213, 213, 233, wierżciesz 273, wrżeczach 179, wierżchnym 197, 281, wierżchu 357, zwierżchność 340, zwierżchności 81, 340, żołnierż 169, 263 (obok: bierzcie 4, bierzmyż 20, zburzać 41, gorzey 26, Kazimierza 142, Pasterz 134, Pasterzu 81, 103, powierzone 38, powierzchownie 40, powierzone 38, potwarzy 30, 81, 99, 241, potwarzą 75, rzecz 39, 41, rzeczy 36, 45, 111, wierze 39, wierzyć 10, żołnierza 2, 130). 
W dzienniku tym jednak, oprócz zapisów rż, zdarzają się także cż, sż (2004: 140), natomiast w całym rękopisie podlaskiego kaznodziei dwuznaków typu cż, sż nie znajdujemy, co zdaje się przemawiać za tym, że u Kluka mamy jednak do czynienia ze zjawiskiem fonetycznym.
```